# Clan Dubois
Le clan des frères Dubois était un groupe du crime organisé qui opérait dans la ville de Montréal durant le début des années 1950 jusqu'au milieu des années 1980. La Commission d'enquête sur le crime organisé a mentionné à l'époque que c'était la plus importante organisation criminelle au Québec. Leur rival était la mafia montréalaise, les Cotroni.

## Les membres

### Adrien Dubois
Adrien (1946-2014) était le plus jeune des neuf frères Dubois. Après qu'Adrien ait été acquitté de toutes ses charges criminelles dans une affaire médiatisée en 1983, il a quitté la vie criminelle. Le 16 septembre 2014, il est mort d'un cancer à l'âge de 68 ans à son domicile, situé à Sainte-Adèle.

### Claude Dubois
Claude Dubois était le cerveau et le chef de l'organisation. Il a été condamné a 25 ans de prison le 8 décembre 1982.

### Normand et Roland Dubois
Roland et Normand Dubois ont été reconnus coupables de voie de fait en 1977 et ont dû être internés en prison pendant quelques années. Normand est né le 21 décembre 1934 et est décédé d'un cancer du colon le 23 février 2004, à l'âge de 69 ans, à Hawkesbury (Ontario).

### Jean-Paul Dubois
Jean-Paul Dubois est décédé le 22 août 2019, à l'âge de 76 ans

## Histoire
Nés à Montréal, dans le quartier Saint-Henri, les frères se sont tournés vers une carrière criminelle en faisant vols, détournement de fonds etc. Une fois adultes, les frères ont créé leur gang et commencé à vendre de la drogue dans les bars du centre-ville.
Plus tard, ils étaient impliqués dans la guerre de l'ouest, qui les opposait au clan Cotroni pour le trafic de drogue. Après avoir gagné, ils ont pris contrôle d'un énorme territoire de drogue et sont devenus la deuxième organisation criminelle à Montréal, après les Cotroni.

## Chute des frères Dubois
Lors d'une réunion du gang, un de leurs tueurs à gage, du nom de Donald Lavoie, entend que Claude Dubois, devenu paranoïaque, voulait l'éliminer puisqu'il pensait qu'il voulait témoigner contre eux. Lavoie s'est enfui et a tenté de créer un autre groupe pour renverser les Dubois.
Cependant, la police les a arrêtés, et Lavoie a décidé de devenir informateur pour la police. Claude Dubois sent que la fin est proche et s'est enfui dans son domaine. La police l'a retrouvé et l’a arrêté avec les autres membres de l'organisation.